# Barracuda (novela)
Barracuda es la séptima novela del autor australiano Christos Tsiolkas. Publicada el 26 de octubre de 2013 por Allen & Unwin, es la continuación de la galardonada novela de Tsiolkas The Slap (en español: La bofetada), publicada en 2008. La historia se desarrolla en dos periodos de tiempo que se alternan en capítulos: la adolescencia del nadador Danny Kelly en un prestigioso instituto de Melbourne en la década de 1990, y la vida de un Danny más mayor en Glasgow tras salir de la cárcel.

## Trama
Ambientada en 1996, Danny Kelly es un nadador de talento que asiste con una beca deportiva a un prestigioso colegio privado de Melbourne. De clase trabajadora, mitad griego y mitad irlandés, es objeto de acoso por parte de los alumnos privilegiados. Danny anhela ganar la medalla de oro de natación en los Juegos Olímpicos de Sydney 2000. Bajo la tutela del prestigioso entrenador Frank Torma, entabla amistad y rivalidad con su compañero Martin Taylor, lo que le lleva a convertirse en plusmarquista mundial.

## Recepción

### Premios y nominaciones
| Año  | Premio                                        | Categoría             | Resultado | Ref.  |
| ---- | --------------------------------------------- | --------------------- | --------- | ----- |
| 2014 | Premios de la Industria Editorial Australiana | Ficción literaria     | Nominada  | [ 1 ] |
| 2014 | Premio Literario Voss                         | Premio Literario Voss | Nominada  | [ 2 ] |
| 2015 | Premio Literario Lambda                       | Ficción gay           | Nominada  | [ 3 ] |

## Adaptación
Barracuda fue adaptada en una miniserie de televisión de cuatro episodios que se emitió en ABC TV del 10 al 31 de julio de 2016. La serie fue escrita por Blake Ayshford y Belinda Chayko, y dirigida por Robert Connolly, con Tsiolkas como productor asociado. Fue una producción de Matchbox Pictures en asociación con ABC Television, Screen Australia y Film Victoria. Fue protagonizada por Elias Anton como Danny Kelly, Ben Kindon como Martin Taylor y Matt Nable como Frank Torma.